# Lex

Lex — программа для генерации лексических анализаторов, обычно используемая совместно с генератором синтаксических анализаторов yacc. Lex был первоначально написан Эриком Шмидтом (Eric Schmidt) и Майком Леском (Mike Lesk) и является стандартным генератором лексических анализаторов в операционных системах Unix, а также включён в стандарт POSIX. Lex читает входной поток, описывающий лексический анализатор, и даёт на выходе исходный код на языке программирования Cи.

## Структура входного файла
Структура lex-файла сделана подобно структуре yacc-файла; файл разделяется на три блока, разделённые строками, содержащими по два символа процента:
```
Блок определений
%%
Блок правил
%%
Блок кода на Си
```

- В блоке определений задаются макросы и заголовочные файлы. Здесь также допустимо писать любой код на Си — он будет скопирован в результирующий файл.
- Блок правил — наиболее важная часть; она описывает шаблоны и ассоциирует их с вызовами. Шаблоны представляют собой регулярные выражения. Когда анализатор видит текст, подходящий под шаблон, он выполняет указанный код.
- Блок кода содержит операторы и функции на Си, которые копируются в генерируемый файл. Предполагается, что эти операторы содержат код, вызываемый правилами из предыдущего блока. Для сложных анализаторов бывает более удобно поместить этот код в отдельный файл, подключающийся на стадии компиляции.